# Ctenomys bidaui
El tuco-tuco de Bidau (Ctenomys bidaui) es una especie de roedor del género Ctenomys, ubicado en la familia de los tenómidos. Habita en el sur del Cono Sur de Sudamérica.

## Taxonomía
Esta especie fue descrita originalmente en el año 2020 por los zoólogos Pablo Teta y Guillermo D’ Elía.
Localidad tipo
La localidad tipo referida es: “Puerto Pirámides, en las coordenadas: 42°57′S 64°28′O / -42.950, -64.467, en el departamento Biedma, Chubut, Argentina”.
Holotipo
El ejemplar holotipo designado es el catalogado como:  CFA-MA 11867 (número original C-05522 de la colección particular del zoólogo Julio Rafael Contreras); se trata de la piel, el cráneo y parte del esqueleto de un espécimen macho adulto, que fue capturado el 13 de enero de 2000 por la bióloga Yolanda Ester Davies. Fue depositado en la Colección de Mastozoológica Félix de Azara (CFA-MA), ubicada en la ciudad de Buenos Aires, Argentina.
Etimología
Etimológicamente, el término genérico Ctenomys se construye con palabras del idioma griego, en donde: kteis, ktenos significa ‘peine’ y mys es ‘ratón’, en relación con una serie de singulares pelos, rígidos, duros y cortos, que la especie tipo del género exhibe en la parte superior de la base de las uñas de las patas traseras.
El epíteto específico bidaui es un epónimo que refiere al apellido de la persona a quien fue dedicada, el biólogo argentino Claudio J. Bidau, el cual, gran parte de su producción científica la destinó a dilucidar la compleja historia evolutiva del género Ctenomys.

## Caracterización y relaciones filogenéticas
Ctenomys bidaui fue reconocido como resultado de análisis filogenéticos de secuencias de ADN, evaluación de la morfología (cualitativa y cuantitativa) y datos cariológicos publicados previamente. Pertenece al “grupo de especies Ctenomys magellanicus”.
C. bidaui es de tamaño medio dentro del grupo; tiene el esperma asimétrico. Posee moderada diferenciación entre la coloración dorsal (amarronada-olivácea) y ventral (olivácea clara con gris en la base de los pelos). La sutura pre-maxilo-frontal está a nivel con sutura naso-frontal; el interparietal es amplio y corto; los arcos cigomáticos son robustos; el foramen incisivo es moderadamente corto y amplio; la abertura inter-premaxilar es grande; las bullas auditivas son infladas y ovadas; los procesos para-occipitales son cuadrados. La fórmula cariotípica es 2N = 48, FN= 72.

## Distribución geográfica, hábitat y estado de conservación
Esta especie de tuco-tuco es endémica de la península Valdés, ubicada en el departamento Biedma, en el noreste de la provincia argentina de Chubut, en el nororiente de la región patagónica de ese país. Es conocido solo de 3 localidades cercanas a la costa, en ambiente arenoso de hábitats estepa-arbustivos semidesérticos: Puerto Pirámides; 1 km al oeste de punta Delgada, sobre la RP 2; al este del golfo San José. Posiblemente, también corresponden a esta especie los restos fósiles adscriptos al Holoceno tardío colectados en la misma área geográfica donde es protegida la especie: la reserva de vida silvestre San Pablo de Valdés, perteneciente a la Fundación Vida Silvestre Argentina.